# Batracomorphus troilus
Batracomorphus troilus är en insektsart som beskrevs av Knight 1983. Batracomorphus troilus ingår i släktet Batracomorphus och familjen dvärgstritar. Inga underarter finns listade i Catalogue of Life.